# 大野木裕明
大野木 裕明（おおのぎ　ひろあき、1951年5月14日 -　）は、日本の教育心理学者、福井大学名誉教授・仁愛大学教授。専攻は教育心理学、パーソナリティ心理学。
福井県生まれ。金沢大学教育学部小学校教員養成課程卒。1980年名古屋大学大学院教育学研究科博士後期課程満期退学。1987年「実行者-観察者型実験法による幼児・児童の観察学習の研究」で名大教育学博士。椙山女学園大学短期大学部助教授、福井大学教育学部助教授、教育地域学部教授、2008年仁愛大学人間生活学部教授。

## 著書
- 『昔話とモデリング』中部日本教育文化会 1984
- 『テストの心理学』ナカニシヤ出版 1994
- 『間合い上手 メンタルヘルスの心理学から』日本放送出版協会 NHKブックス 2005
- 『呼称の対人的機能』ナカニシヤ出版、2015

### 共編著
- 『教育の方法と技術を探る 教育工学・教育心理学からの接近』田中博之,森田英嗣共著 ナカニシヤ出版 1991
- 『サイコロジー 教養課程の心理学』第2版　宮沢秀次、二宮克美共著 協同出版 1994
- 『ばーじょんあっぷ自分でできる心理学』宮沢秀次,二宮克美共編著 ナカニシヤ出版 1997
- 『自分でできる心理学問題集』二宮克美, 宮沢秀次共著 ナカニシヤ出版 1998
- 『子どもの発達と学校』宮川充司,大野久共編 ナカニシヤ出版 2000
- 『心理学マニュアル 面接法』保坂亨,中澤潤共編著 北大路書房 2000
- 『心理学マニュアル 要因計画法』後藤宗理,中澤潤共編著 北大路書房 2000
- 『学ぶ心理学、生かす心理学』梶田正巳監修 石田勢津子,杉村伸一郎共編 ナカニシヤ出版 2001
- 『問題集自分でできる学校教育心理学』二宮克美, 宮沢秀次共著 ナカニシヤ出版 2001
- 『心理学マニュアル 研究法レッスン』中澤潤共編著 北大路書房 2002
- 『自分でできる心理学 ガイドライン』宮沢秀次, 二宮克美共編 ナカニシヤ出版 2004
- 『ガイドライン生涯発達心理学』二宮克美, 宮沢秀次共編 ナカニシヤ出版 2006
- 『ガイドライン発達学習・教育相談・生徒指導』二宮克美,宮沢秀次,譲西賢,浦上昌則共著 ナカニシヤ出版 2007
- 『調査実験自分でできる心理学』宮沢秀次, 二宮克美共編著 ナカニシヤ出版 2007
- 『ガイドライン心理学問題集』宮沢秀次, 二宮克美共著 ナカニシヤ出版 2008
- 『心理学研究法』新訂 海保博之,岡市広成共編著 放送大学教育振興会 2008
- 『スクールカウンセリングと発達支援』宮川充司,津村俊充,中西由里共編 ナカニシヤ出版 2008
- 『昔話ケース・カンファレンス 発達と臨床のアプローチ』千野美和子,赤澤淳子,後藤智子,廣澤愛子共著 ナカニシヤ出版 2009
- 『保育実践を支える保育の心理学 1』成田朋子,小平英志共編著 福村出版 2011

## 注
1. ↑  『現代日本人名録』2008年
2. ↑  仁愛大学